# Audi Q6 e-tron

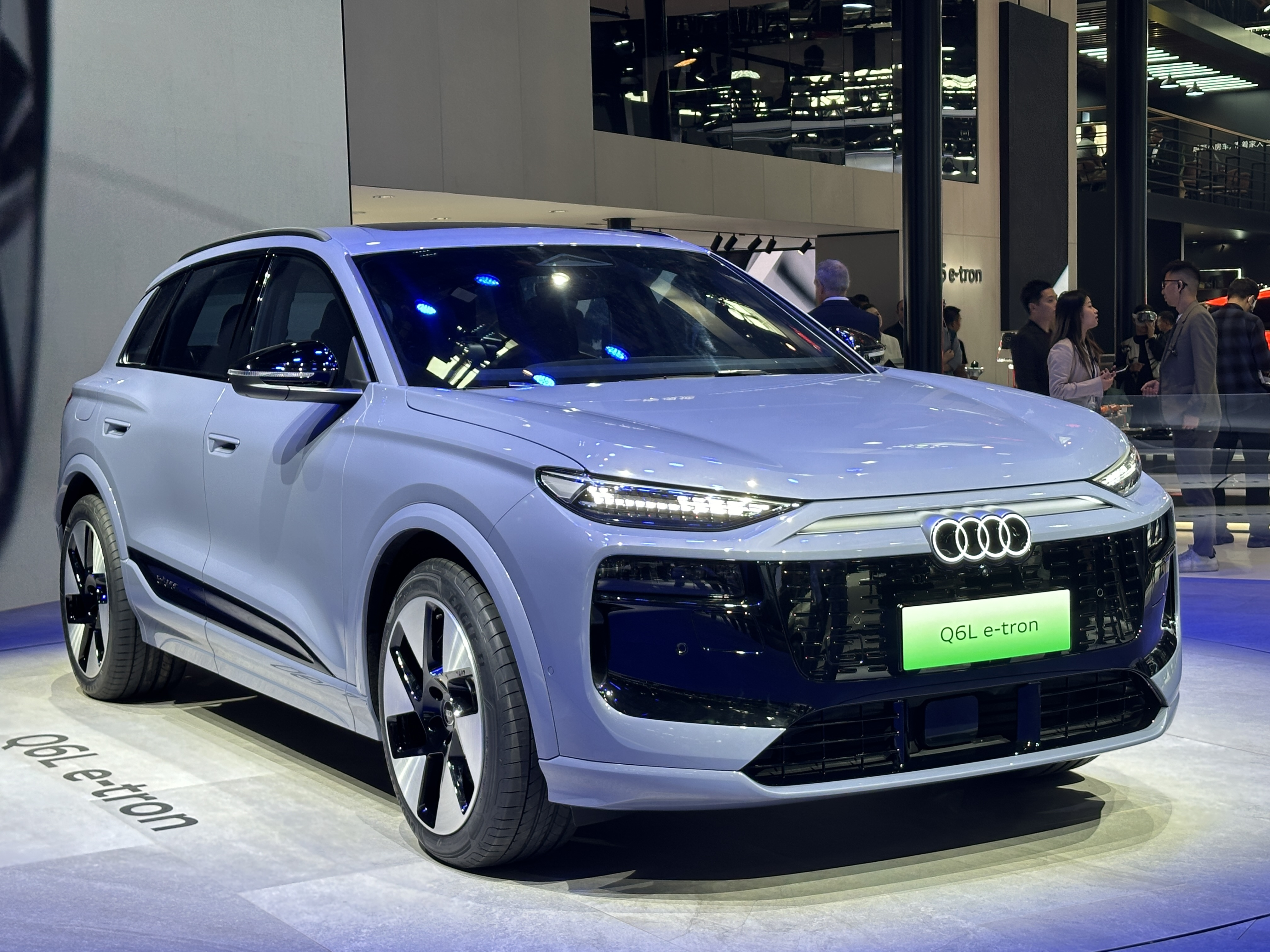

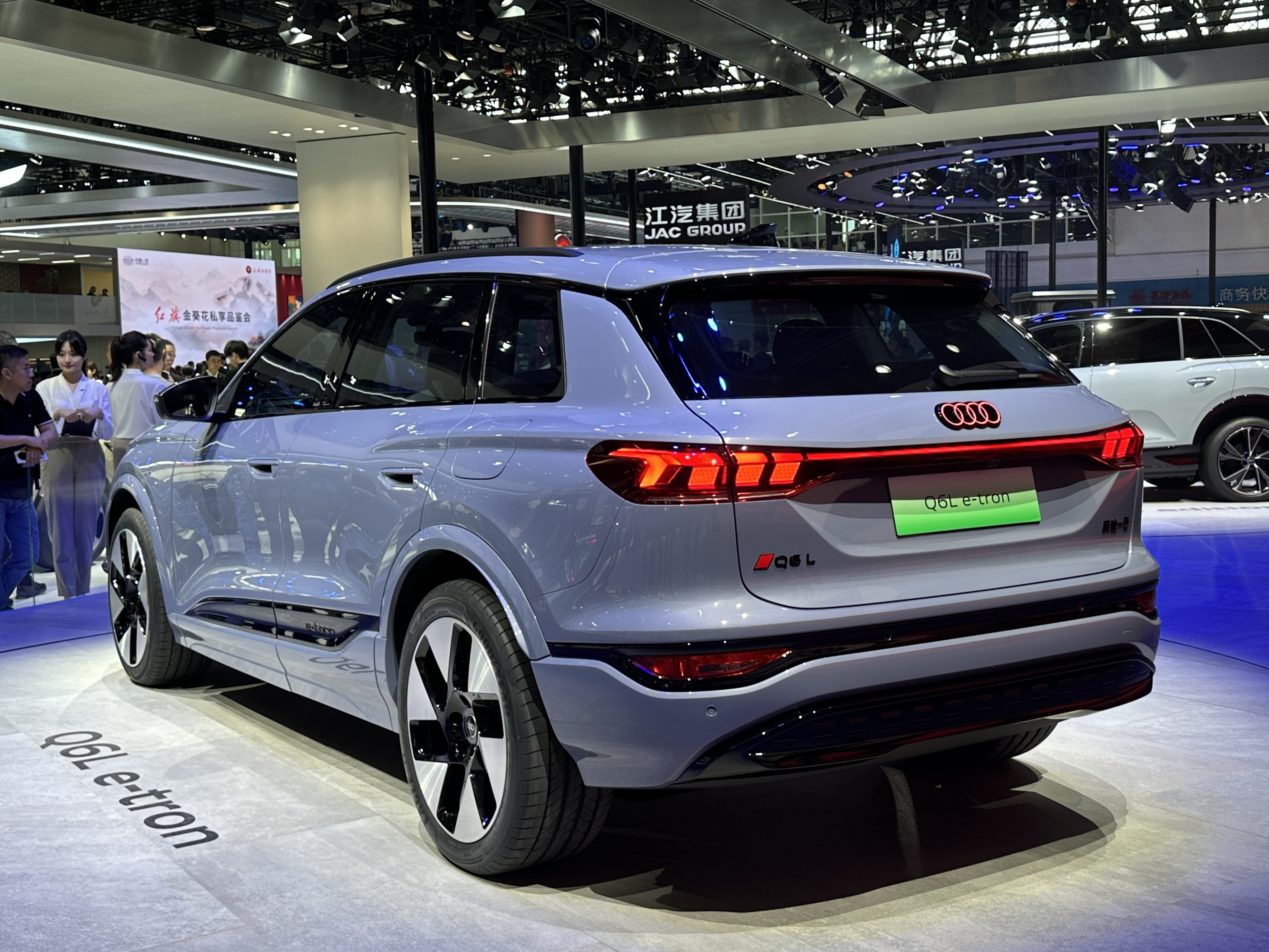

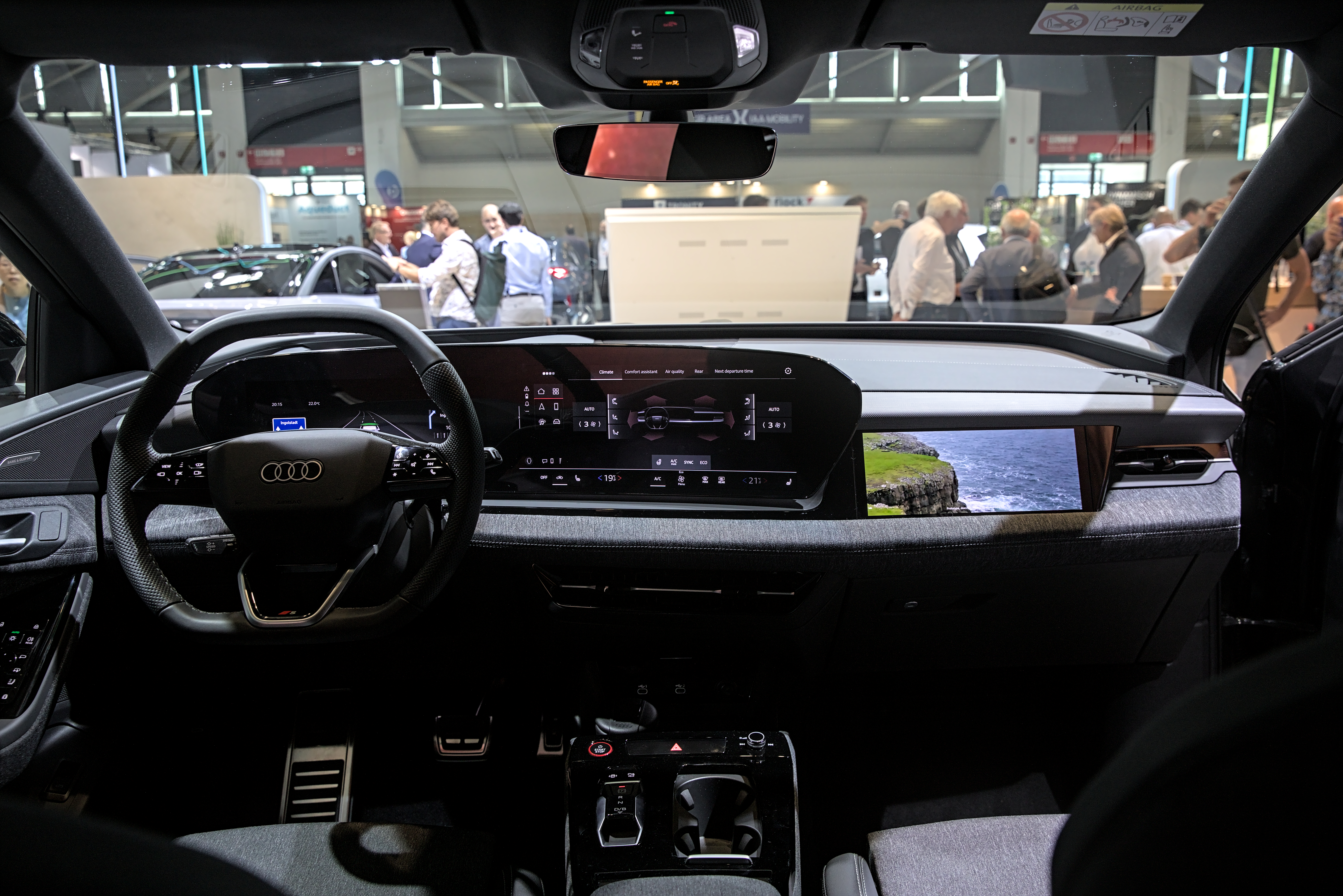

Audi Q6 e-tron — это компактный роскошный кроссовер-внедорожник с аккумуляторной батареей от немецкого автопроизводителя Audi, производство которого на заводе Audi в городе Ингольштадт начнётся в ноябре 2023 года. Это компактный роскошный внедорожник, похожий на Porsche Macan, с которым он также делит платформу. В рамках цели Audi по переходу на полностью электрический автопарк к концу 2033 года он призван заменить Audi Q5, его эквивалент с ДВС.

## Интерьер
Интерьер Q6 e-tron был представлен публике 4 сентября 2023 года на Мюнхенском автосалоне, а внешний вид и все подробности были представлены позднее, 18 марта 2024 года.
Q6 e-tron — первый Audi, который отменил спорную двузначную систему нумерации Audi, исключив обозначение номера. Суффикс «Performance» используется для самой мощной модели с одним двигателем.
Что касается внешнего дизайна, Саша Хайд из Audi Exterior Design сказал, что «для Audi Q6 e-tron мы хотели идеальный чистый внедорожник с классическими мощными пропорциями Audi 'Q'». Экстерьер имеет классическую решётку Audi Singleframe, которая закрыта, первый Audi с раздельным дизайном фар, второе поколение технологии цифрового освещения OLED Audi с 3D-анимацией, задние фонари могут проецировать стрелки и предупреждающие треугольники внутри себя, чтобы предупредить участников дорожного движения сзади.
В салоне установлен новый панорамный дисплей Digital Stage от Audi, на котором размещены 11,9-дюймовая цифровая приборная панель и 14,5-дюймовый центральный сенсорный экран информационно-развлекательной системы (управляемый системой MIB4 на базе Android). Панель призвана имитировать форму внешней решётки радиатора Audi Singleframe. Есть опция 10,9-дюймового информационно-развлекательного дисплея для переднего пассажира с режимом Active Privacy Mode для устранения отвлечения внимания водителя, Argumented Reality Head Up Display и Audi Assistant на базе AI, а также динамическая светодиодная полоса, обрамляющая лобовое стекло.
Q6 e-tron имеет максимальный объём багажника 1529 л (54,0 куб. фута) при сложенных задних сиденьях, которые можно сложить отдельно в формате 40:20:40. Он доступен с багажником объёмом 64 л (2,3 куб. фута).
Он основан на платформе Premium Platform Electric, совместно разработанной Audi и Porsche, с технологией 800 вольт и максимальной зарядной мощностью 270 кВт в стандартной комплектации. С обеих сторон имеются порты зарядки (AC/DC с одной стороны, а с другой — только AC). Банковская зарядка может быть включена, если зарядная станция работает только с технологией 400 вольт, автоматически разделяя батарею пополам и заряжая при одинаковом напряжении.

## Галерея

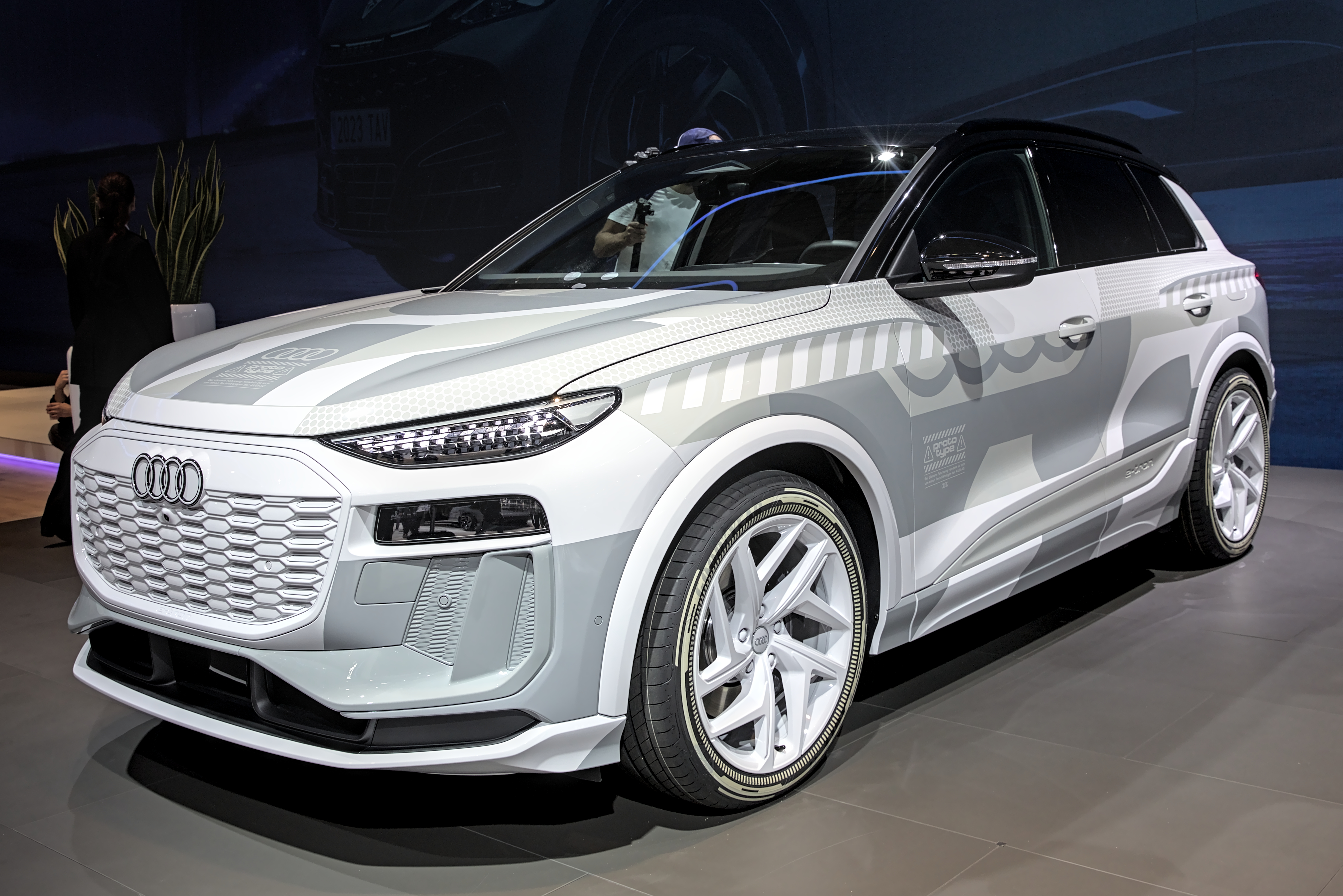
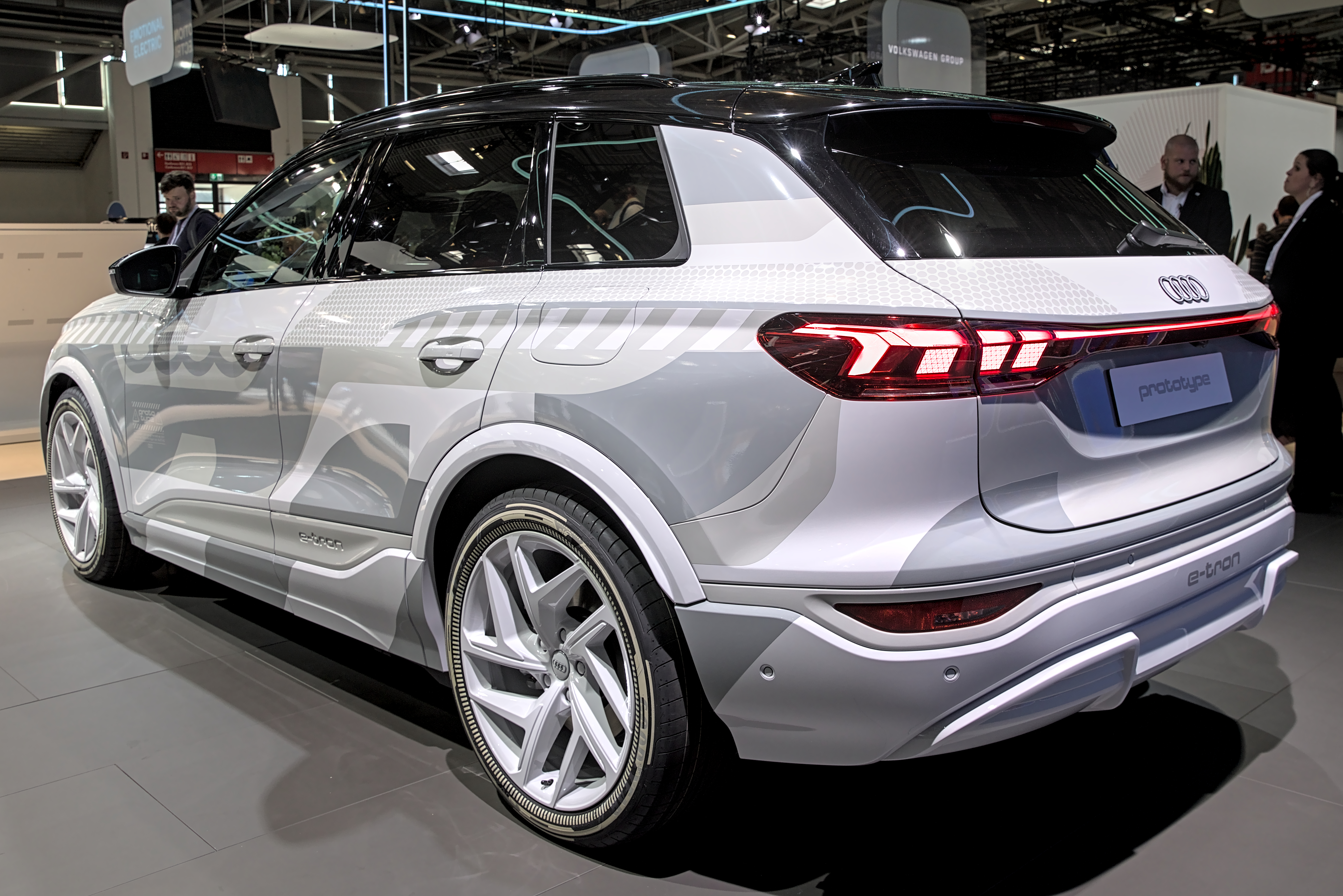